# Spiro Agnew
Spiro Theodore Agnew (Baltimore, 9 de novembre de 1918 – Berlin (Maryland) 17 de setembre de 1996) va ser un vicepresident dels Estats Units d'origen grec. Va ser el vicepresident, entre 1969 i 1973, durant la presidència de Richard Nixon, també havia estat governador de Maryland.
Durant el seu cinquè any exercint la vicepresidència, l'estiu de 1973, en el moment de l'escàndol polític del Watergate va ser acusat d'extorsió, frau en impostos suborn i conspiració.
Se’l va acusar d'haver rebut 29.500 dòlars en suborns quan era governador de Maryland. Va ser processat el 1973 per evasió fiscal i blanqueig de diners i condemnat a pagar una multa de 10.000 dòlars i a tres anys de llibertat condicional.
Dimití com a vicepresident el 10 d'octubre de 1973. Amb la seva renúncia es va aplicar per primera vegada l'esmena 25è de la Constitució dels Estats Units. La seva vacant va ser ocupada per Gerald Ford.
El 1980 Agnew publicà unes memòries on deia que Nixon i el seu cap de gabinet Alexander Haig havien planificat assassinar-lo a ell si no dimitia com a vicepresident. Agnew també escriví una novel·la, The Canfield Decision.